# 항공작전센터

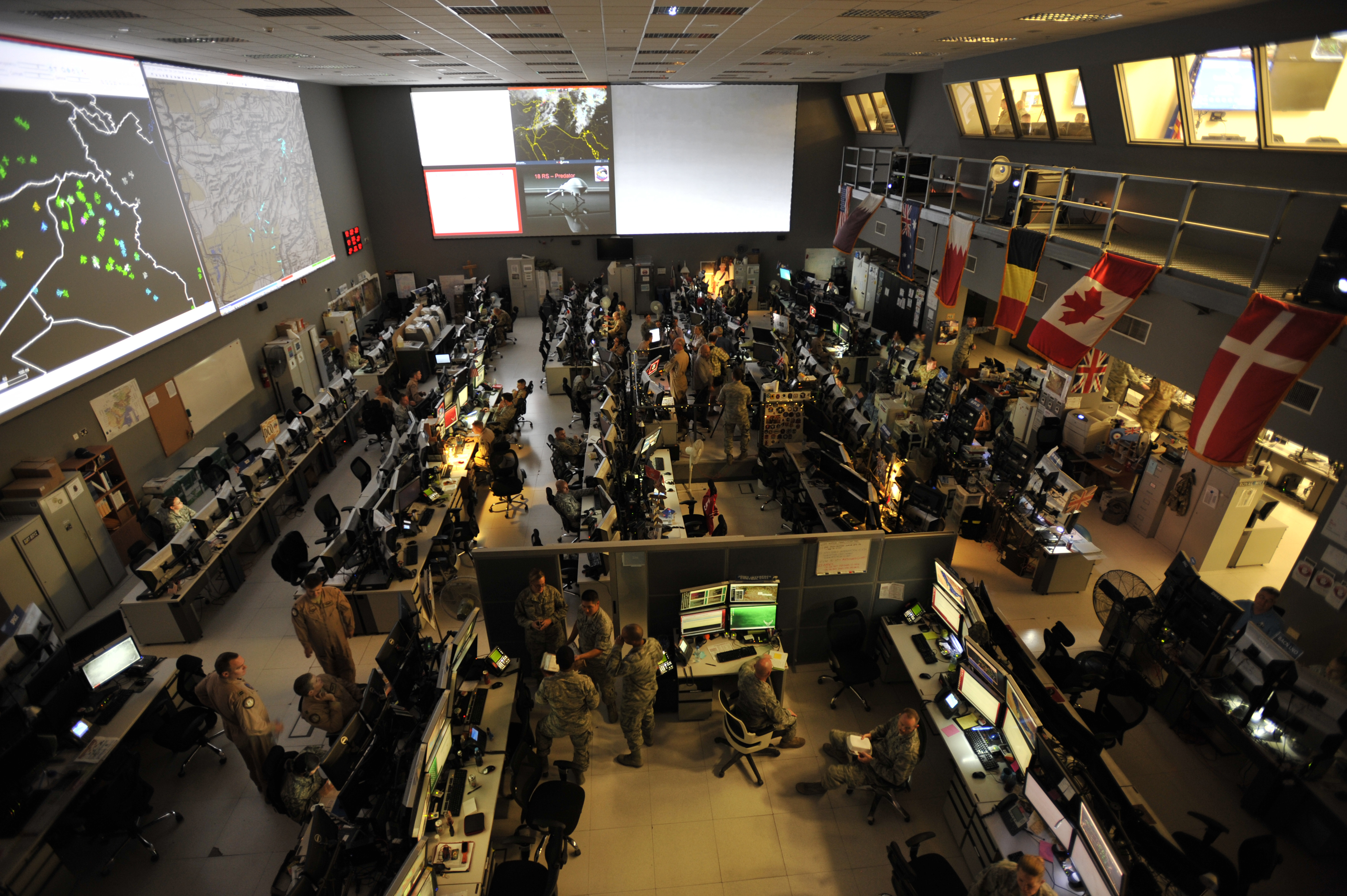
중동권 최대의 미군 기지인 카타르 알 우데이드 공군기지의 합동항공작전센터(CAOC)

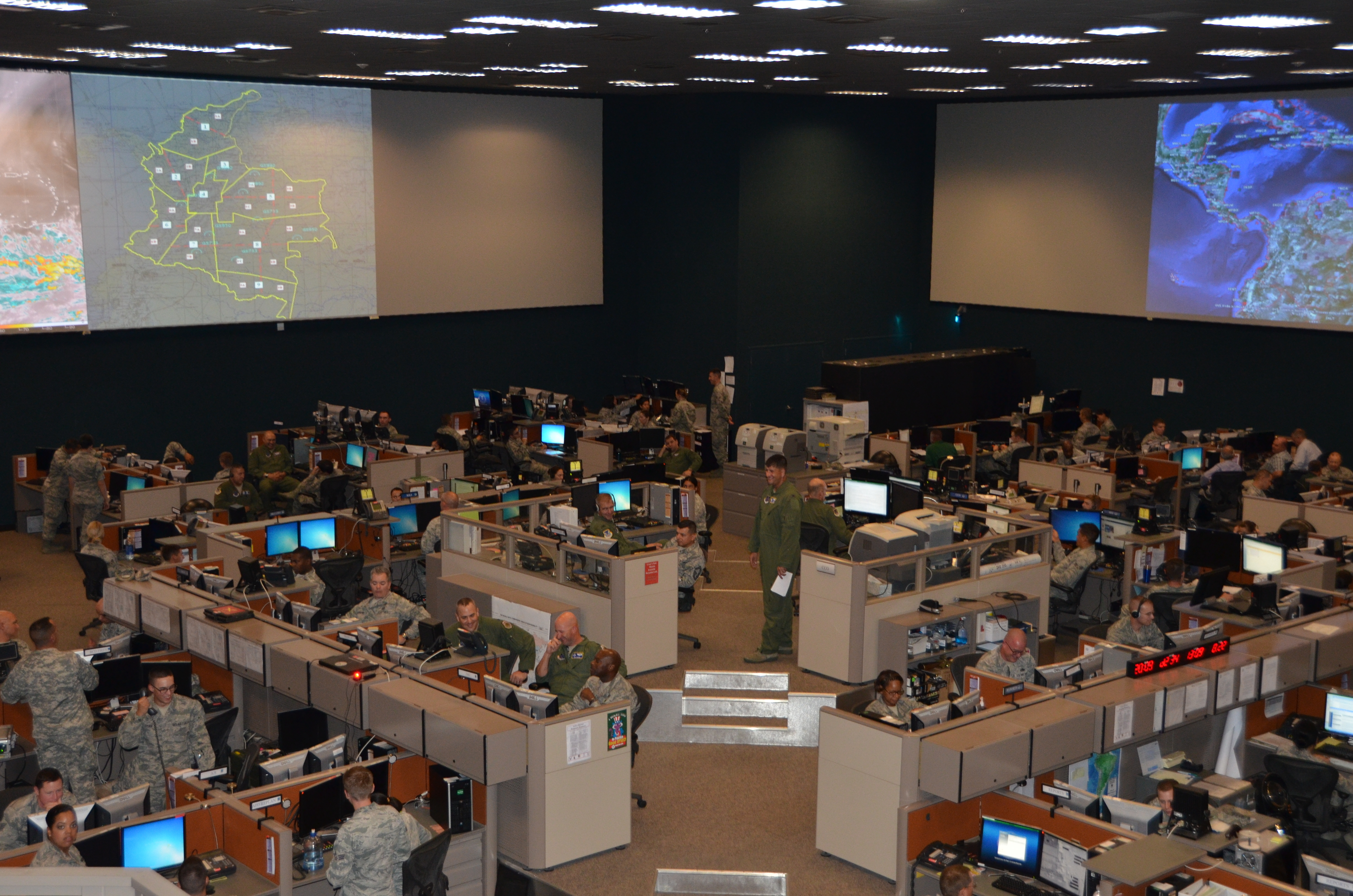
612항공작전센터

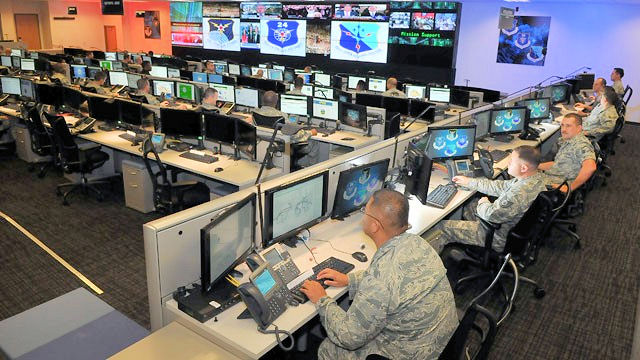
미국 사이버사령부 624작전센터의 해커들

항공작전센터(영어: Air Operations Center (AOC)), 옛 항공우주작전센터(영어: Air and Space Operations Center (ASOC))는 미국 공군에서 서수공군의 지휘소이다.

## 개요
미국 공군은 두 종류의 AOC를 운영하고 있다: 지역 AOC는 AN/USQ-163 팔코너(Falconer) 무장 체계를 운용하며 지역 전투사령관을 지원하고, 기능 AOC는 기능 전투사령관을 지원한다.

## 역사
2014년 겨울부터 명칭에서 우주(space)가 빠지기 시작하였다. 2024년 11월 1일에는 제607, 613항공작전센터, 12월 16일에는 제603, 614항공작전센터로 개명되었다.

## 구조
AOC 산하에는 5개 부서가 있다. 

### 전략부
Strategy Division (SRD)
- Strategy Plans Team→계획기획팀
- Strategy Guidance Team→전략지도팀
- Operational Assessment Team→운영평가팀
- Information Operations Team→정보작전팀

### 전투계획부
Combat Plans Division (CPD)
- Target Effects Team→표적효과팀
- Master Air Attack Plan Team→주항공공격계획팀
- ATO Production Team→항공 태스킹 명령 생산팀
- Command and Control Planning Team→지휘 및 통제 계획팀

### 전투작전부
Combat Operations Division (COD)
- Chief of Combat Operations (CCO)→전투작전부장 "CRESCENT"
- Offensive Ops Team→공격작전팀 - 선임공격임무장교(SODO)가 이끔 "FIREBRAND"
  - Electronic Warfare Cell (EWC)→전자전반 "LIGHTNING"
  - Dynamic Targeting Cell (DTC)→동적표적반 "SANDMAN"
- Defensive Ops Team→방어작전팀- 선임방공장교(SADO)가 이끔. "KMART"
- ISR Operations Team→첩보, 감시, 정찰 작전팀 - 선임첩보임무장교(SIDO)가 이끔. "BISHOP"
- Joint Personnel Recovery Cell (JPRC)→합동인사회수반 "DELIVERENCE"
- Interface Control - 합동인터페이스통제관(JICO)이 이끔, 전술 데이터링크와 통신에 대응함.
- Weather Specialty Team→기상특기팀 "CYCLONE"
- Cyber Liaison Team→사이버 연락팀
- Naval Amphibious Liaison Element (NALE)→해군수륙양용연락팀 - 해군과 해병대를 묶었고, NALE은 CPD와 ISRD에 인력 및 지원을 제공함.
- Battlefield Coordination Detachment (BCD)→전장협조분견대
- Special Operations Liaison Element (SOLE)→특수작전연락제대

### 첩보, 감시, 정찰부
Intelligence, Surveillance, Reconnaissance Division (ISRD)
- Analysis, Correlation, and Fusion→분석, 관련 및 융합
- Targeting and Tactical Assessment→표적 및 전술 평가
- Imagery Support Element (ISE)→영상지원제대
- ISR Plans→첩보, 감시, 정찰 계획 - 위의 항공태스킹명령(ATO) 생산팀의 정찰, 감시, 표적 확보 별지를 생산하기 위해 집단작전관리(COM)를 맡음.

### 공중기동부
Air Mobility Division (AMD)
- AMD Chief→AMD 부장
- Deputy AMD Chief→AMD 부부장
- Superintendent→감독
- Air Mobility Control Team (AMCT)→공중기동통제팀
  - Execution Cell→집행반
  - Mission Management→임무관리
  - Flight Management→비행관리
  - USAPAT Mission Planner→미국 육군 우선 항공수송 임무 기획관
  - Maintenance→정비
- Airlift Control Team (ALCT)→항공수송통제팀
  - Airlift Plans→항송수송 계획
  - DV Airlifts→특정 방문자 항공수송
  - Diplomatic Clearance→외교 허가
  - Requirements→요구처
- Air Refueling Control Team (ARCT)→항공급유통제팀
- Aeromedical Evacuation Control Team (AECT)→항공의료후송 통제팀
- Unique Missions Support Team (AMDU)→유일임무지원팀

## 목록
| 역할 | 방패 문장 | AOC                     | 서수공군           | 위치                                  |
| ---- | --------- | ----------------------- | ------------------ | ------------------------------------- |
| 지역 |           | 제601항공작전센터       | 제1공군            | 플로리다주 틴달 공군기지              |
| 지역 |           | 제603항공작전센터       | 제3공군            | 독일 람슈타인 공군기지                |
| 지역 |           | 제607항공작전센터       | 제7공군            | 대한만국 오산 공군기지                |
| 기능 |           | 제608항공작전센터       | 제8공군            | 루이지애나주 박스데일 공군기지        |
| 지역 |           | 제609항공작전센터       | 제9공군            | 카타르 알 우데이드 공군기지           |
| 지역 |           | 제611항공작전센터       | 제11공군           | 알래스카주 엘먼도프-리처드슨 합동기지 |
| 지역 |           | 제612항공작전센터       | 제12공군           | 애리조나주 데이빗 몬산 공군기지       |
| 지역 |           | 제613항공작전센터       | 미국 태평양 공군   | 하와이주 히컴 합동기지                |
| 기능 |           | 제614항공작전센터       | 제14공군           | -                                     |
| 기능 | -         | 제616작전센터           | 제16공군           | 텍사스주 랙랜드 공군기지              |
| 지역 |           | 제617항공우주작전센터   | 제17공군           | -                                     |
| 기능 |           | 제618항공작전센터       | 제18공군           | 일리노이주 스콧 공군기지              |
| 기능 |           | 제623항공우주작전센터   | 제23공군           | -                                     |
| 기능 |           | 제624작전센터           | 제24공군           | 텍사스주 렉랜드 공군기지              |
| 기능 |           | 제625작전센터           | 제25공군           | -                                     |
| 기능 | -         | 실험 연합항공작전센터   | 미국 공군 전쟁센터 | 버지니아주 랭글리 공군기지            |
| 지역 |           | 넬리스 연합항공작전센터 | 미국 공군 전쟁센터 | 네바다주 넬리스 공군기지              |

## 같이 보기
- 공군 지휘통제통합원
- 범지구 지휘 통제 체계
- 우주작전센터